# 메들렌 렝글
매들렌 렝글 캠프(Madeleine L'Engle Camp, 1918년 11월 29일 - 2007년 9월 6일)는 소설, 논픽션, 시를 주로 쓴 미국의 작가다. 시간의 주름 및 그 속편이 잘 알려져 있다. 그녀의 작품은 기독교 신앙과 현대 과학에 대한 강한 관심을 반영한다.

## 생애
1918년 11월 29일 뉴욕에서 태어났다. 외할아버지는 플로리다주 잭슨빌에 있는 Barnett Bank 의 공동 설립자인 플로리다 은행가 Bion Barnett였다. 피아니스트인 그녀의 어머니의 이름도 Madeleine: Madeleine Hall Barnett이다. 그녀의 아버지인 Charles Wadsworth Camp는 작가이자 비평가이자 외신기자였으며 그의 딸에 따르면 제1차 세계 대전 중에 겨자 가스로 인해 폐 손상을 입었다.
5세에 첫 이야기를 썼고 8세에 일기를 쓰기 시작했다. 이러한 초기 문학적 시도는 그녀가 재학한 뉴욕시 사립학교에서 학문적 성공으로 이어지지 않았다. 수줍음이 많고 서투른 아이인 그녀는 몇몇 선생님들에게 바보라는 낙인을 받았다. 그들을 기쁘게 할 수 없었던 그녀는 책과 글쓰기의 자신만의 세계로 물러났다. 그녀의 부모는 종종 그녀를 양육하는 방법에 대해 의견이 일치하지 않았고, 그 결과 그녀는 여러 기숙 학교에 다녔고 많은 가정교사를 두었다.  캠프는 자주 여행했다. 어느 시점에서 가족은 프랑스 알프스의 샤모니 근처 샤토 로 이사했다. 마들렌은 그곳에서 더 깨끗한 공기가 아버지의 폐를 더 편하게 해주기를 바라는 희망으로 묘사했다. 마들렌은 스위스의 기숙학교에 보내졌다. 그러나 1933년 렝글의 할머니가 병에 걸리고 그녀와 가까워지기 위해 플로리다주 잭슨빌 근처로 이사했다. 렝글은 사우스캐롤라이나주 찰스턴에 있는 또 다른 기숙학교인 Ashley Hall에 다녔다. 10월에 아버지가 돌아가셨을 때 1936년, Madeleine은 작별 인사를 하기에는 너무 늦게 집에 도착했다.
렝글은 1937년부터 1941년까지 Smith College에 다녔다. Smith에서 우등으로 졸업한 후 그녀는 뉴욕시의 아파트로 이사했다. 렝글은 1942년 이전에 그녀의 소설 The Small Rain 과 Ilsa를 그녀는 배우 충족 휴 프랭클린 그녀가 연극에 출연 할 때 그 해 벚꽃 동산으로 안톤 체홉, 그리고 그녀 월 (26), 1946 년 그와 결혼. 이후 그녀는 두 사람의 만남과 결혼에 대해 " 벚꽃 과수원 에서 만나 환희의 계절에 결혼했다"고 적었다. 부부의 첫째 딸 조세핀은 1947년에 태어났다.
가족은 1952년 코네티컷주 고센에 있는 Crosswicks라는 200년 된 농가로 이사했다. Franklin의 잃어버린 연기 수입을 대체하기 위해 렝글이 그녀의 글을 계속 쓰는 동안 그들은 작은 잡화점을 구입하고 운영했다. 같은 해 그들의 아들 비온이 태어났다. 4년 후, 죽은 가족 친구의 딸인 7세 마리아가 프랭클린과 함께 살기 위해 왔고 그들은 얼마 지나지 않아 그녀를 입양했다. 이 기간 동안 지역 회중 교회 의 합창단 지휘자로도 봉사했다.
렝글은 그녀의 40번째 생일(1958년 11월)에 또 다른 거절 통지를 받았을 때 글쓰기를 포기하기로 결정했다. "내가 쓰는 모든 시간과 함께, 나는 여전히 재정적으로 내 체중을 늘리고 있지 않았다." 곧 그녀는 자신이 그것을 포기할 수 없다는 것과 무의식적으로 계속 소설 작업을 해왔다는 것을 발견했다.
가족은 Hugh가 연기 경력을 재개할 수 있도록 1959년 뉴욕으로 돌아왔다. 이동 직후 10주간의 크로스 컨트리 캠핑 여행이 시작되었으며, 이 기간 동안 렝글은 1960년까지 완성한 그녀의 가장 유명한 소설인 시간의 주름(A Wrinkle in Time)에 대한 아이디어를 처음 얻었다. 그녀는 그것을 John C. Farrar 에게 넘기기 전까지 30번 이상 거절당했다. 1962년 Farrar, Straus 및 Giroux 에 의해 마침내 출판되었다
1960년에 Franklins는 West End Avenue 의 Cleburne Building 에 있는 Upper West Side의 아파트로 이사했다. 1960년부터 1966년까지(1986년, 1989년, 1990년에 다시) 렝글은 뉴욕의 St. Hilda's & St. Hugh's School에서 가르쳤다. 1965년에 그녀는 뉴욕에 있는 세인트 존 디바인 대성당의 자원 봉사 사서가 되었다. 그녀는 나중에 대성당에서 수년간 작가로 일하면서 일반적으로 겨울은 뉴욕에서, 여름은 크로스윅에서 보냈다.
1960년대, 1970년대, 1980년대에 렝글은 어린이와 성인을 위한 수십 권의 책을 저술했다.